# رينان ريبيرو
رينان ريبيرو (بالبرتغالية: Renan Ribeiro‏) (مواليد 23 مارس 1990 ب‍ريبيراو بريتو في البرازيل - ) هو لاعب كرة قدم برازيلي في مركز حراسة المرمى. شارك مع منتخب البرازيل تحت 20 سنة لكرة القدم. أما مع النوادي، فقد لعب مع أتلتيكو مينييرو ونادي ساو باولو.

## روابط خارجية
- رينان ريبيرو على موقع قاعدة بيانات كرة القدم.إي يو (الإنجليزية)
- رينان ريبيرو على موقع Soccerway.com (الإنجليزية)
- رينان ريبيرو على موقع AS.com (الإسبانية)